# Discrete Applied Mathematics
Discrete Applied Mathematics (DAM) es una publicación científica perteneciente a la editorial Elsevier, dedicada a la publicación de artículos científicos relacionados con matemática discreta aplicada y combinatorial, así como ciencias de la computación. Su actual redactor jefe es Endre Boros, académico de la Universidad Rutgers.